# Herrschaft Burgberg

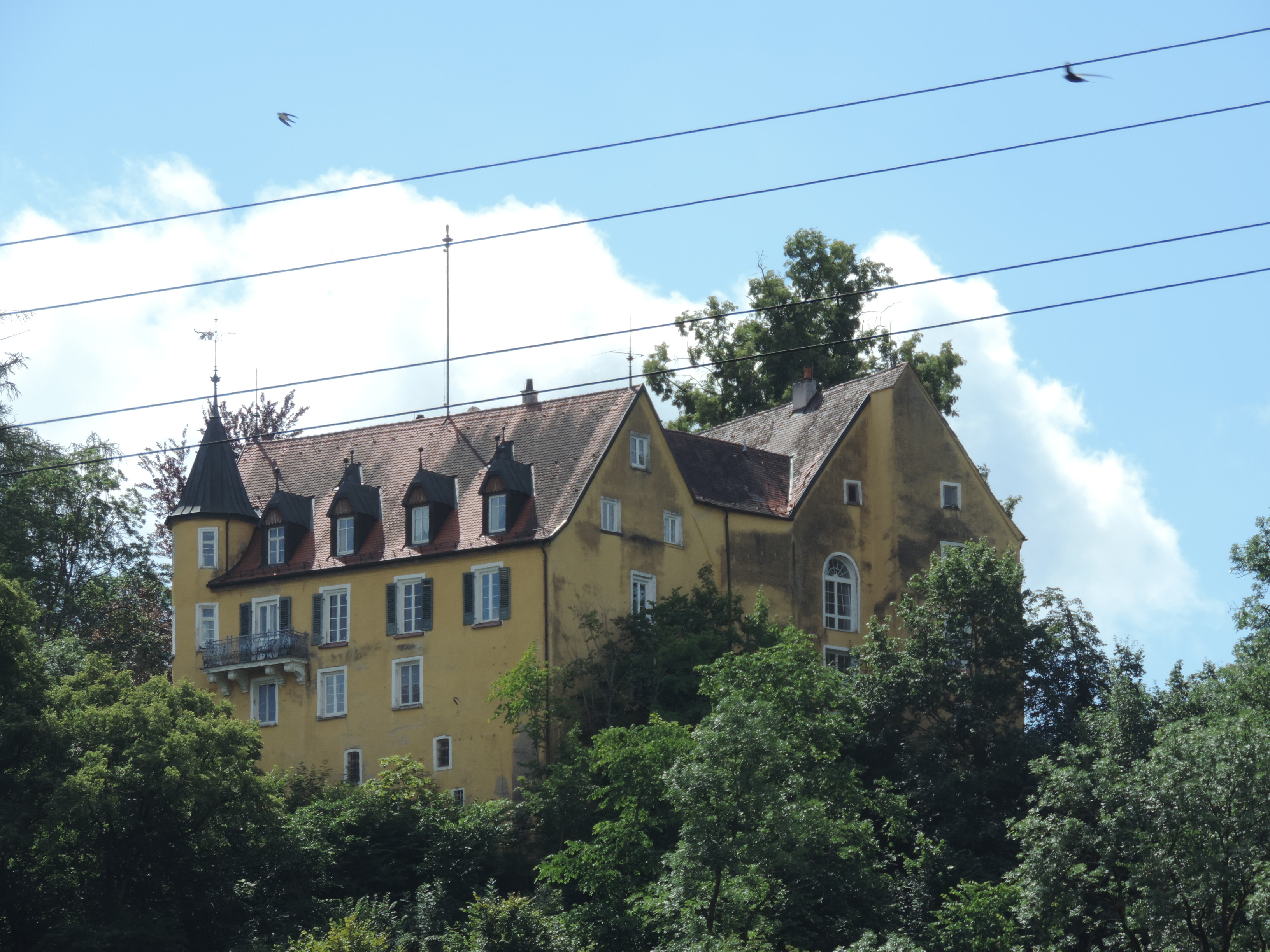
Schloss Burgberg

Die Herrschaft Burgberg mit Sitz auf der Burg in Burgberg, heute ein Stadtteil von Giengen an der Brenz im Landkreis Heidenheim in Baden-Württemberg, wurde erstmals 1209 erwähnt. Um 1270 kam die Herrschaft zur Hälfte von den Rittern von Berg an die Grafen von Helfenstein. Diese tauschten ihre Lehnsrechte 1328 mit dem Hause Oettingen. Die andere Hälfte der Herrschaft war Allod der Herren von Böbingen, die 1339 die Oettinger Hälfte als Lehen bekamen. Nach verschiedenen Besitzwechseln vereinigte ab 1728 das Haus Oettingen die gesamte Herrschaft.  
Im Rahmen der Mediatisierung im Jahr 1806 kam die Herrschaft Burgberg unter die Landeshoheit des Königreichs Bayern. 1810 fiel das Gebiet gemäß dem Grenzvertrag zwischen Bayern und Württemberg an das Königreich Württemberg.